# Crescendo (videogioco)
(Dal filmato introduttivo)
Crescendo ～Eien dato omotte ita ano koro～ (Crescendo ～永遠だと思っていたあの頃～? let. Crescendo ～Quel momento ritenuto eterno～), o più semplicemente Crescendo, è una visual novel giapponese pubblicata dalla Digital Object il 28 settembre 2001. Il 25 luglio 2003 è uscita una seconda versione, a cui sono state aggiunte le voci (tranne che per il protagonista), e scenari aggiuntivi per tutti i personaggi. La versione inglese pubblicata dalla G-Collections, è stata tradotta dalla seconda versione, compresa quindi di voci e scenari extra. Una versione in russo è stata pubblicata dai Macho Studio.
La colonna sonora di Crescendo non è originale, bensì le musiche di sottofondo sono tutte canzoni famose o popolari, eventualmente riarrangiate per il gioco. Il gioco presenta dei riferimenti ad un'altra visual novel della Digital Object, Kana - Imōto: è presente, infatti, un film basato sulla storia dei personaggi del gioco in questione.

## Trama
Mancano solo cinque giorni alla fine della scuola e Ryo ricorda i momenti passati durante quegli anni: le persone che l'hanno aiutato a crescere, l'amore, le perdite, le emozioni in gioco. Ryo guarda ai suoi pochi amici cosciente che dopo il diploma tutto cambierà, e dovrà decidere cosa fare del suo futuro.
Come l'espressione musicale crescendo, durante questi ultimi giorni i sentimenti e le relazioni crescono d'intensità, tra i ricordi di Ryo e le sue scelte del presente.

## Personaggi
Ryo Sasaki (ささき りょう?, Sasaki Ryo)
Il protagonista del gioco. È uno studente dell'ultimo anno di liceo e fa parte del club della letteratura.
Kaho Nagira (なぎら かほ?,  Nagira Kaho), (Seiyū: Chitose Kamata)
È una compagna di classe di Ryo, sua amica e presidente del club della letteratura. È una ragazza allegra e che ama leggere.
Kyoko Ashihara ( あしはら きょうこ?,  Ashihara Kyoko), (Seiyū: Tomomi Misaki)
È una ragazza del primo anno ed anche lei è nel club della letteratura. Ha la caratteristica di addormentarsi molto facilmente ed è piuttosto alta per la sua età, cosa che le causa alcuni complessi. Lei e Kaho sono grandi amiche.
Yuka Otowa (おとわ ゆか?,  Otowa Yuka), (Seiyū: Izumi Yazawa)
È un'altra compagna di classe di Ryo; è noto in tutta la scuola che sia una prostituta, e sebbene il suo comportamento non piaccia Ryo, lui è uno dei pochi a non trattarla male. È la classica prostituta dal cuore d'oro come Vivian in Pretty Woman.
Kaori Shito (しとう かおり?,  Shito Kaori), (Seiyū: Minami Hokuto)
È l'infermiera della scuola. Molti la vedono come fredda e cinica, ma Ryo avendola conosciuta meglio sa che non è così. Ryo infatti durante gli anni ha passato diverse tempo a dormire in infermeria fingendosi malato, con la complicità di Kaori.
Ayame Sasaki (ささき あやめ?,  Sasaki Ayame), (Seiyū: Hikaru Ishiki)
È la sorella di Ryo. Si dimostra affettuosa col fratello, lavorando per potergli mantenere gli studi.
Tomonori Sugimura (すぎむら とものり?,  Sugimura Tomonori), (Seiyū: Tomoyuki Fujiwaki)
Il migliore amico di Ryo. È capitano della squadra di baseball, molto popolare con le ragazze e innamorato di Kaho.
Miyu Shizuhara (しずはら みゆ?,  Shizuhara Miyu), (Seiyū: Rumiko Sasa)
È un'altra studentessa del terzo anno ed una talentuosa pianista. La debole costituzione l'ha spesso costretta in ospedale, per cui Ryo e Kaho sono gli unici suoi amici.

## Modalità di gioco
Come la maggior parte delle visual novel, la giocabilità Crescendo consiste nel leggere il testo accompagnato dalle immagini dei personaggi e da fondali fissi, effettuando alcune scelte che andranno a influenzare la storia.
Il gioco possiede un Good Ending per ognuna delle cinque ragazze e quattro Bad Ending di cui uno comune a Kaho e Kyoko. Dopo aver completato tutti i finali, sarà accessibile un nuovo percorso che porterà al finale (buono o cattivo) di Miyu.
Crescendo ha la caratteristica di essere narrato in terza persona e non dal protagonista come di consueto. Ad ogni modo, la quasi totalità della trama racconta la storia di Ryo.